# Cytisus benehoavensis
Cytisus benehoavensis är en ärtväxtart som först beskrevs av Carl August Bolle, och fick sitt nu gällande namn av Eric R.Svensson Sventenius. Cytisus benehoavensis ingår i släktet kvastginster, och familjen ärtväxter. Inga underarter finns listade i Catalogue of Life.